# 10088 Digne
10088 Digne (1990 SG8) là một tiểu hành tinh vành đai chính được phát hiện ngày 22 tháng 9 năm 1990 bởi Eric Walter Elst ở Đài thiên văn Nam Âu. Nó được đặt theo tên phụ trấn Pháp phía nam thuộc Digne-les-Bains.